# Palazzo Visconti (Melegnano)
Il palazzo Visconti, detto anche palazzo Brusati, è un edificio del centro storico della città di Melegnano.

## Storia
Il palazzo, risalente al Quattrocento, fu fatto costruire da uno dei figli di Bernabò Visconti (forse Estorre).
Nei secoli successivi conobbe un progressivo degrado, fino a conservare dello stato d'origine la sola facciata.
Nel 1912 fu sottoposto a vincolo monumentale, ma ciò non impedì che ancora negli anni settanta del XX secolo se ne discutesse la demolizione.

## Caratteristiche
Il palazzo è posto nel centro storico di Melegnano, a breve distanza dalla chiesa di San Pietro.
Presenta una facciata in mattoni a vista nella quale si aprono delle finestre ogivali con decorazioni in cotto. Gli interni d'origine, con i loro saloni di rappresentanza e il porticato, sono completamente scomparsi.